# Bukō Shimizu
Bukō Shimizu (清水 武甲, Shimizu Bukō, 1913-1995) est un photographe japonais qui vivait et travaillait à Chichibu (préfecture de Saitama).
Shimizu naît le 12 octobre 1913 à Chichibu, fils ainé d'une famille qui tient un studio de photographie à Kumaki, Chichibu. Son prénom de naissance inhabituel, Bukō, est écrit avec les mêmes caractères que ceux utilisés pour le mont Bukō; la famille avait l'intention qu'il soit prononcé Takekatsu, mais lorsqu'il est interrogé alors qu'il est septuagénaire, Shimizu ne mse souvient pas que « Takekatsu » a été utilisé. En 1929, le père de Shimizu cesse soudainement de travailler au studio de photographie familial de Chichibu, et Bukō, qui a 16 ans, doit apprendre de lui-même la technique photographique (et même la fabrication de papier photographique) dans des livres achetés d'occasion, afin de maintenir l'entreprise. À partir de 1937 environ, il photographie également intensément la topographie et les gens de Chichibu,.
Shimizu fournit les photographies pour un grand nombre de livres sur la région de Chichibu. En 1972, il remporte le prix annuel de la Société de photographie du Japon.
Shimizu écrit également beaucoup sur Chichibu; une collection de trois volumes de ses écrits est publiée en 1983. Il travaille pour le compte des bibliothèques et théâtres de la région, et pour la création du parc national de Chichibu.
Shimizu meurt le 23 janvier 1995.
Les photographies de Shimizu font partie de la collection permanente du musée métropolitain de photographie de Tokyo.

## Albums de Shimizu

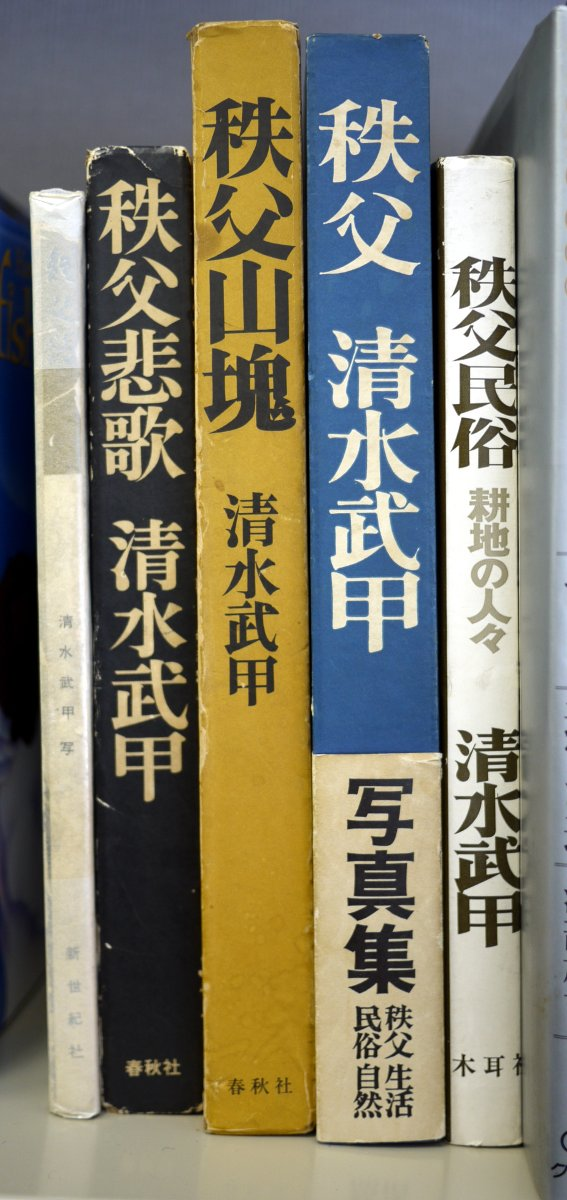
Ds albums de photographies de Bukō Shimizu.

- Chichibu no kao hyakunin (秩父の顔百人?). Chichibu: Chichibu no kao hyakunin-shū Dōjinsha, 1954.
- Chichibu-ji (秩父路?). Tokyo: Shinseiki-sha, 1958.
- Oku-Chichibu: Yamatabi to fūdo (奥秩父　山旅と風土?). Yamakei Bunko. Tokyo: Yamato Keikoku-sha, 1962. Avec Seiichirō Asami (浅見清一郎?).
- Chichibu gensōkō: Kannon reijō, sono kokoro to fūdo (秩父幻想行　観音霊場、そのこころと風土?). Tokyo: Mokujisha, 1968.
- Chichibu: Shimizu Bukō sakuhinshū (秩父　清水武甲作品集?). Tokyo: Mokujisha, 1969.
- Chichibu hika: Chichibu jiken no kokoro to fūdo (秩父悲歌　秩父事件の心と風土?). Tokyo: Shinjūsha, 1971.
- Chichibu minzoku: Kōchi no hitobito (秩父民俗　耕地の人々?). Tokyo: Mokujisha, 1971.
- Chichibu: Furusato no kokoro (秩父　ふるさとの心?). 2e ed. Tokyo: Mokujisha, 1972.
- Chichibu sankei (秩父山塊?). Tokyo : Shinjūsha, 1974.
- Chichibu jōdo: Chichibu kannon reijō shashinshū (秩父浄土　秩父観音霊場写真集?). Tokyo: Shinjūsha, 1976.
- Bukō-zan (武甲山?). Tokyo: Mokujisha, 1976.
- Chichibu senchū no kiroku (秩父戦中の記録?). Tokyo: Mokujisha, 1977.
- Mitsumine-san: Shashinshū (三峰山　写真集?). Tokyo: Mokujisha, 1978.
- Chichibu matsuri (秩父祭?). Chichibu: Chichibu Matsuri Hozon Iinkai, 1979. Avec Hisashi Chishima (千嶋寿?). Édition enrichie . Tokyo: Gensōsha, 1984.
- Ningen Chichibu: Kage to hida no naka ni (にんげん秩父　蔭と襞の中に?). Tokyo: Shinjūsha, 1980.
- Chichibu (秩父?). Furusato no omoide: Shashinshū Meiji-Taishō-Shōwa. Tokyo: Kokusho Kankō-kai, 1983. Éditée par Shimizu et Hisashi Chishima.
- Chichibu: Shimizu Bukō-shū (秩父　清水武甲文集?). 3 vols. Tokyo: Gensōsha, 1983. Texte de Shimizu.
  - 1. Fūdokō (風土考?).
  - 2. Yama to seikatsu (山と生活?).
  - 3. Shashin saijiki (写真歳時記?).
- Chichibu bandō kannon reijō (秩父坂東観音霊場?). Shin-jinbutsu-ōrai-sha, 1984.  (ISBN 4-404-01236-5).
- Chichibu-gaku nyūmon: Waga-ai suru fūdo e (秩父学入門　わが愛する風土へ?). Sakitama Sōsho. Urawa: Sakitama Shuppankai, 1984.  (ISBN 4-87891-027-5). Édité par Shimizu.
- Chichibu-ji 50-nen (秩父路50年?). Tonbo no Hon. Tokyo: Shinchōsha, 1986.  (ISBN 4-10-601933-7). Avec Hisashi Chishima.
- Chichibu jinja (秩父神社?). Sakitama Bunko 2. Urawa: Sakitama Shuppankai, 1989.  (ISBN 4-87891-202-2). Texte de Hisashi Chishima.
- Shimizu Bukō sensei kenshō-hi shunkō kinenshi 清水武甲先生顕彰碑竣工記念誌. Chichibu: Shimizu Bukō sensei kenshō-kai, 1998.